# Antonio Piedra
Antonio Piedra Pérez (Sevilla, 10 de outubro de 1985) é um ciclista profissional espanhol. É original do bairro sevilhano de Heliópolis e estudou no Colégio Alemão Alberto Durero de Sevilha.
Foi profissional desde 2007, quando estreia na equipa Fuerteventura-Canarias Team, até 2017.

## Trajetória
Em 2008 alinhou pela equipa Andalucía-Cajasur. Com esta equipa correu as Voltas a Espanha de 2008, 2009, 2010 e 2011, sendo em todas elas um corredor combativo, metendo na fuga cada semana e ganhando vários prêmios ao ciclista mais lutador. A sua única vitória com esta equipa, foi uma etapa da Volta a Portugal em 2009.
Em setembro de 2011 fez-se oficial seu contrato pelo conjunto navarro Caja Rural. Foi nesta equipa quando começou a destacar mais em sua corrida e quando conseguiu seus maiores sucessos.
Seu grande momento chegou na Volta a Espanha de 2012, em 2 de setembro. A etapa saía da Robla e terminava nos Lagos de Covadonga. Antonio Piedra meteu-se na escapada do dia, que compartilhava com David de la Fuente, seu colega de equipa, Rubén Pérez Moreno, Vicente Reynés, Kevin Seeldrayers, Pablo Lastras e Andrey Kashechkin.
A escapada foi boa e apanhou muita vantagem, pelo que se sabia que ia chegar. Ao começo da subida aos Lagos, Piedra atacou e apanhou muita vantagem sobre suas perseguidores. Assim, a Caja Rural, da mão de Antonio Piedra, voltava a alçar os braços na Volta. Antonio Piedra disse ao terminar a etapa que era "O dia maior de sua vida" e que "Isto compensava todos os sacrifícios". Assim mesmo, nesse ano também conquistou o Tour dos Fiordos.
Em 5 de março de 2015 anunciou sua retirada do ciclismo depois de oito temporadas como profissional e com mal 29 anos de idade. No entanto na temporada de 2016 retornou ao profissionalismo da mão da equipa brasileiro Funvic Soul Cycles-Carrefour. Antonio debutará com sua nova equipa na Tropicale Amissa Bongo.

## Palmarés
- 2009
  - 1 etapa da Volta a Portugal

- 2012
  - Rogaland G. P.
  - 1 etapa da Volta a Espanha

## Resultados em Grandes Voltas
| Corrida | Corrida         | 2007 | 2008 | 2009 | 2010  | 2011 | 2012 | 2013  | 2014 | 2015 | 2016 | 2017 |
| ------- | --------------- | ---- | ---- | ---- | ----- | ---- | ---- | ----- | ---- | ---- | ---- | ---- |
|         | Giro d'Italia   | —    | —    | —    | —     | —    | —    | —     | —    | —    | —    | —    |
|         | Tour de France  | —    | —    | —    | —     | —    | —    | —     | —    | —    | —    | —    |
|         | Volta a Espanha | —    | —    | 78.º | 105.º | 72.º | 84.º | 109.º | 99.º | —    | —    | —    |

—: não participa

Ab.: abandono

## Equipas
- Fuerteventura-Canarias Team (2007)
- Andalucía-Cajasur (2008-2011)
- Caja Rural (2012-2014)
- Funvic Soul Cycles-Carrefour (2016)
- Manzana Postobón Team (2017)